# Albert Juvany i Blanch
Albert Juvany i Blanch (Vic, 1974) és un escriptor i odontòleg català. El 2014 vivia a Granollers i havia treballat com a odontòleg al CAP de Santa Eugènia de Berga (Osona) durant 17 anys. Va estudiar a l'Escola d'Escriptura de l'Ateneu Barcelonès on imparteix classes d'escriptura creativa des de l'any 2015. El 2014 publicà la seva primera novel·la, El silenci del far. El 2017 publicà la novel·la Qui necessita la foto d'una fada?, el conte i guió de l'espectacle de dansa homònim Ballant al cel, com un estel i el conte infantil La veritable història de la fada de les dents.